# كريس هارفي
كريس هارفي (بالإنجليزية: Kris Harvey)‏ هو لاعب كرة قاعدة أمريكي، ولد في 5 يناير 1984 في كاتاوبا في الولايات المتحدة.

## وصلات خارجية
- كريس هارفي على موقع دوري كرة القاعدة الرئيسي (الإنجليزية)
- كريس هارفي على موقعبيزبول رفرنس.كوم (الدوري الثانوي) (الإنجليزية)
- كريس هارفي على موقع إي إس بي إن.كوم (أم.أل.بي) (الإنجليزية)